# St. Elisabeth (Miedering)

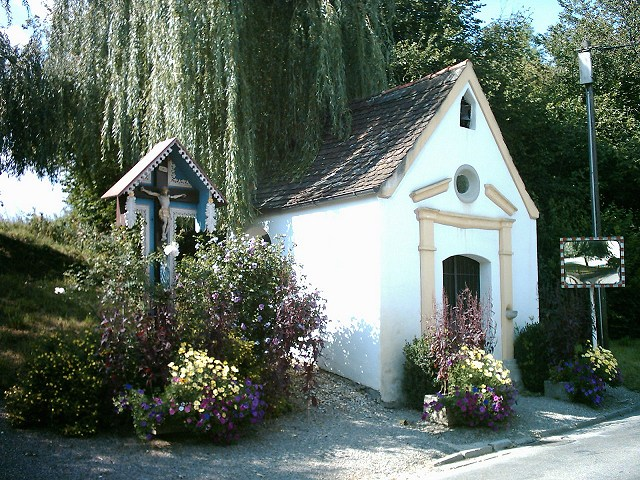
Kapelle St. Elisabeth in Miedering

Die katholische Kapelle St. Elisabeth in Miedering, einem Gemeindeteil von Affing im schwäbischen Landkreis Aichach-Friedberg in Bayern, wurde im 18. Jahrhundert errichtet. Die Kapelle am westlichen Ortsausgang ist ein geschütztes Baudenkmal.
Der schlichte Rechteckbau mit halbrundem Schluss und Satteldach ist nach Nordwesten ausgerichtet. Der stichbogige Eingang besitzt eine ädikulaförmige Rahmung.
Der Altar wurde um 1870 gefertigt.